# Alejandro Groizard y Gómez de la Serna
Alejandro Groizard y Gómez de la Serna (* Madrid, 18 de juny de 1830 - † El Escorial, 5 de setembre de 1919) fou un advocat i polític espanyol, que va ser ministre de Foment i Gràcia i Justícia durant el regnat d'Amadeu I, carteres que repetiria durant la regència de Maria Cristina d'Habsburg-Lorena al costat de la de ministre d'Estat.

## Biografia
Doctorat en Dret en 1852, treballà com a fiscal a les Audiències de Pamplona i Madrid, i inicià la seva carrera política com a senador per Badajoz a les eleccions de 1871 sent nomenat ministre de Foment entre el 21 de desembre de 1871 i el 20 de gener de 1872, any en el qual també ocuparà la cartera de Gràcia i Justícia entre el 26 de maig i el 13 de juny. Durant la Primera República Espanyola i el regnat d'Alfons XII s'allunya de la política activa tornant-hi durant la Regència de Maria Cristina d'Habsburg-Lorena, participant en les eleccions generals espanyoles de 1876 en les quals obté un escó de diputat per Vila Joiosa, escó que tornaria a obtenir a les eleccions generals espanyoles de 1879 i 1881. A les eleccions generals espanyoles de 1884 i 1886 obtindria un escó per la circumscripció de Don Benito (província de Badajoz) tornant en 1887 al Senat com a senador vitalici. Durant aquests anys va participar en la redacció de la Llei d'Enjudiciament Criminal de 1882, i en el projecte de Llei de Bases del Codi Civil d'Alonso Martínez.
En aquesta segona etapa de la seva carrera política tornarà a ser ministre de Foment entre el 12 de març i el 4 de novembre de 1894 data en la qual cessa per a passar a ocupar la cartera de ministre d'Estat, que ocuparà fins al 23 de març de 1895, i ministre de Gràcia i Justícia entre el 4 d'octubre de 1897 i el 4 de març de 1899. Va ser també President del Consell d'Estat, president de la Diputació de Madrid, vicepresident del Senat d'Espanya i ambaixador d'Espanya davant la Santa Seu, i és autor de l'obra El Código Penal de 1870, concordado y comentado (1902). Fou pare de Carlos Groizard Coronado.